# كأس العالم للهوكي للسيدات 1983
كأس العالم للهوكي للسيدات 1983 (بالإنجليزية: 1983 Women's Hockey World Cup)‏ هو النسخة الخامسة من كأس العالم للهوكي للسيدات، نظمه الاتحاد الدولي للهوكي في الفترة من 10/ 23 أبريل 1983 بالعاصمة الماليزية كوالالمبور. فازت به سيدات هولندا للمرة الثالثة في تاريخهن بعد تغلبهن في النهائي على سيدات كندا بنتيجة 4-2.